# Nulato
Nulato je jedna od lokalnih skupina i selo Kaiyuhkhotana Indijanaca na sjevernoj obali Yukona na Aljaski, oko 160 km (800 km rijekom) od Norton Sounda. Mjesto je zapisano i kao trgovačka postaja u blizini koje je Malakof sagradio kuću i zaštitio je ogradom od balvana, ali su je u vrijeme njegove odsutnosti Indijanci zapalili. Ponovno je izgrađena 1842., a 1851. su je napali Koyukukhotana Indijanci, pri čemu su pobili stanovništvo.
Nešto kasnije Nulato je preseljen 2 milje uz rijeku, na sadašnje mjesto. U njemu je podignuta rimokatolička misija Svetog Petra Klavera. Broj stanovnika: 168 (1880.); 118 (1890.); 336 (2000.)
Nulato Indijanci bi provodili ljeta duž Yukona u ribarskim logorima loveći ribu, dok bi zi mi odlazili u lov u dolini Nulata i preko Yukona u planine Kaiyuh. Svaka obitelj posjedovala je svoje vlastito ribarsko i lovačko područje, koje je nasljeđivala kroz generacije.

## Vanjske poveznice
- Interior Alaska  Arhivirana inačica izvorne stranice od 8. veljače 2012. (Wayback Machine)